# Karabin Fayetteville
Karabin Fayetteville zwany także karabinem Richmond – amerykański „muszkiet gwintowany” (ang. rifled musket), produkowany przez Confederate States Arsenal w Fayetteville; kopia karabinu Springfield model 1855. Maszyneria służąca do jego produkcji została zagarnięta przez wojska konfederacji podczas ataku na Harpers Ferry.